# Jozefina Kišová-Horňáková
Jozefina Kišová-Horňáková (15. dubna 1918 – ???) byla slovenská a československá politička Komunistické strany Slovenska a poúnorová poslankyně Národního shromáždění ČSR.

## Biografie
V roce 1948 se uvádí jako rolnice.
Ve volbách roku 1948 byla zvolena do Národního shromáždění za KSČ ve volebním kraji Nitra. V parlamentu zasedala až do konce funkčního období, tedy do voleb v roce 1954.
V letech 1948, 1949, 1950 a 1953 se uvádí jako členka Ústředního výboru Komunistické strany Slovenska.